# Ecuaciones de Kamlet-Jacobs
Las ecuaciones Kamlet-Jacobs, se emplean para calcular aproximadamente la velocidad y la presión de detonación de muchos explosivos orgánicos a partir de la densidad (densidad del explosivo), la composición elemental (fórmula empírica) y la entalpía de formación.

## Definiciones
Las ecuaciones Kamlet-Jacobs son:
- {\displaystyle D=A\left(1+B\ \rho \right){\sqrt {\Phi }}}
- {\displaystyle P_{CJ}=K\ \rho ^{2}\ \Phi }

| Símbolo                       | Nombre                                          | Valor | Unidad                     | Fórmula                                             |
| ----------------------------- | ----------------------------------------------- | ----- | -------------------------- | --------------------------------------------------- |
| {\displaystyle D}             | Velocidad de detonación                         |       | mm / {\displaystyle \mu s} |                                                     |
| {\displaystyle A}             |                                                 | 1.01  |                            |                                                     |
| {\displaystyle B}             |                                                 | 1.30  |                            |                                                     |
| {\displaystyle K}             |                                                 | 15.58 |                            |                                                     |
| {\displaystyle P_{CJ}}        | Presión de detonación                           |       | kbar                       |                                                     |
| {\displaystyle \rho }         | Densidad del explosivo                          |       | g / cm3                    |                                                     |
| {\displaystyle \Phi }         |                                                 |       |                            | {\displaystyle \Phi =N{\sqrt {M\ (-\Delta H_{d})}}} |
| {\displaystyle N}             | Número de moles de gases por gramo de explosivo |       | mol / g                    |                                                     |
| {\displaystyle M}             | Masa molar media de los gases                   |       | g / mol                    |                                                     |
| {\displaystyle -\Delta H_{d}} | Entalpía de detonación del explosivo            |       | J / g                      |                                                     |

Para N, M y Q se emplea los valores ideales, cuyo cálculo se realiza suponiendo que el oxígeno primero se une con hidrógeno para formar H2O y posteriormente el oxígeno restante con el carbono para dar CO2. En los explosivos con un balance de oxígeno negativo se forma carbono elemental, pero no monóxido de carbono (CO). Las constantes de las ecuaciones se determinaron con el fin de aproximar los valores correctos, aunque las reacciones en realidad no sigue este esquema de reacción ideal.

## Fundamentos
Las ecuaciones Kamlet-Jacobs representan relaciones empíricas entre las constantes y los datos experimentales de explosivos CHNO con densidad de carga mayor de 1.0 g/cm³, se han ajustado en estos casos y llegar a una precisión promedio del 2%. (explosivos CHNO son los formados por los elementos carbono, hidrógeno, nitrógeno y oxígeno). Estas constantes tiene unidades hay que utilizar las unidades indicadas.

Un de resultados notable de las ecuaciones de Kamlet-Jacobs es que la presión de detonación varía directamente con las moles de gas generado por mol de explosivo, con el cuadrado de la densidad y la raíz cuadrada del calor de explosión (entalpía de detonación) - a composición constante. Por lo tanto, en la búsqueda de nuevos explosivos, hay que centrarse en buscar valor elevados de estas magnitudes usadas, especialmente la mayor densidad posible. Ya que, p.e., un aumento del 10% en la densidad se convierte en un aumento de 20%, mientras que si este 10% es en la entalpía de detonación el aumento se queda en un 5%.

## Desarrollo

### Cálculo deN,MyQde la fórmula molecular y la entalpía de formación
La fórmula idealizada de una reacción explosiva con la composición elemental CxHyNzOv (fórmula empírica) es:
{\displaystyle \mathrm {C_{x}H_{y}N_{z}O_{v}} \quad \longrightarrow \quad a\cdot \mathrm {H_{2}O} +b\cdot \mathrm {CO_{2}} +c\cdot \mathrm {C} +d\cdot \mathrm {O_{2}} +(\mathrm {z} /2)\cdot \mathrm {N_{2}} }
Los coeficientes resultantes son:
{\displaystyle a=\min(\mathrm {y/2,v} )\quad ;\quad b=\min(\mathrm {x} ,(\mathrm {v} -a)/2)\quad ;\quad d=(\mathrm {v} -a-2b)/2}
La masa molar relativa de CxHyNzOv es:
{\displaystyle M_{\rm {r}}=\mathrm {x} \cdot 12{,}01+\mathrm {y} \cdot 1{,}01+\mathrm {z} \cdot 14{,}01+\mathrm {v} \cdot 16{,}00}
El número de moles de la fase de vapor (ideal) por masa de explosivos de la siguiente:
{\displaystyle N={\frac {a+b+d+\mathrm {z} /2}{M_{\rm {r}}}}\cdot {\frac {\mathrm {mol} }{\mathrm {g} }}}
{\displaystyle {\tilde {N}}={\begin{cases}(\mathrm {v+z/2} )/M_{\rm {r}}\qquad \qquad {\mbox{si}}\qquad 2\mathrm {v\leq y} \\(\mathrm {2v+y+2z} )/4M_{\rm {r}}\qquad \qquad \qquad {\mbox{si no}}\end{cases}}}
La masa molar media del vapor (ideal) viene dada por:
{\displaystyle {\tilde {M}}={\frac {a\cdot 18{,}02+b\cdot 44{,}01+d\cdot 32{,}00+\mathrm {z} \cdot 14{,}01}{M_{\rm {r}}\cdot {\tilde {N}}}}}
La entalpía de formación (ideal) por masa de los productos de detonación explosiva es:
{\displaystyle Q_{2}={\frac {a\cdot \Delta H_{\rm {f}}(\mathrm {H_{2}O,gas} )+b\cdot \Delta H_{\rm {f}}(\mathrm {CO_{2}} )}{M_{\rm {r}}}}\cdot {\frac {\mathrm {mol} }{\mathrm {g} }}}
con las entalpías de formación de vapor de agua y dióxido de carbono
{\displaystyle \Delta H_{\rm {f}}(\mathrm {H_{2}O,gas} )=-241{,}8\;\mathrm {kJ/mol} =-57{,}8\;\mathrm {kcal/mol} }
{\displaystyle \Delta H_{\rm {f}}(\mathrm {CO_{2}} )=-393{,}5\;\mathrm {kJ/mol} =-94{,}0\;\mathrm {kcal/mol} }
se obtiene
{\displaystyle Q_{2}=-{\frac {(a\cdot 57{,}8+b\cdot 94{,}0)\cdot 1000}{M_{\rm {r}}}}\cdot {\frac {\mathrm {cal} }{\mathrm {g} }}}
ΔHf indica la entalpía de formación por mol (J/mol) del explosivo de fórmula CxHyNzOv, se obtiene el valor numérico de la entalpía de formación en cal/g de:
{\displaystyle {\tilde {Q}}_{1}={\frac {1}{4{,}1868}}\cdot {\frac {\mathrm {mol} }{\mathrm {J} }}\cdot {\frac {\Delta H_{\rm {f}}}{M_{\rm {r}}}}}
Por el valor numérico del calor de la explosión (entalpía específica de detonación ) en cal/g la siguiente cuenta {\displaystyle {\tilde {Q}}={\tilde {Q}}_{1}-{\tilde {Q}}_{2}} :
{\displaystyle {\tilde {Q}}={\tilde {Q}}_{1}+{\frac {a\cdot 57800+b\cdot 94000}{M_{\rm {r}}}}}
Para obtener todos los valores numéricos utilizados para calcular la "químico-dependientes" se requiere el parámetro Φ , que se determina a partir de la fórmula y la composición del explosivo.

### Mezclas
Los explosivos son usualmente mezclas de varios compuestos químicos (componentes). Una mezcla de sustancias se define por sus componentes y sus fracciones de masas. Que wi la fracción de masa Cx[i ]Hy[i ]Nz[i ]Ov[i ], la fórmula molecular, Mr[i] la masa molar relativa (valor de número con respecto a g/mol) y ΔHf[i] (J/mol) de formación del componente i. Los específicos (es decir, por unidad de masa) resulta en la formación de una mezcla ideal, por lo que si se produce cualquier en la entalpía formación de la mezcla de una suma sobre todos los componentes:
{\displaystyle {\tilde {Q}}_{1}={\frac {1}{4{,}1868}}\cdot {\frac {\mathrm {mol} }{\mathrm {J} }}\cdot \sum _{i}{w_{i}\cdot {\frac {\Delta H_{\rm {f}}[i]}{M_{\rm {r}}[i]}}}}
Esto es especialmente cierto para las mezclas heterogéneas.
La masa molar media de la mezcla de sustancia viene dada por:
{\displaystyle M_{\rm {r}}=\left(\sum _{i}w_{i}/M_{\rm {r}}[i]\right)^{-1}}
El número de moles por números molares de los diversos elementos de la fórmula unidad media (equivalente Mr) resultante de:
{\displaystyle \mathrm {x} =M_{\rm {r}}\cdot \sum _{i}w_{i}\cdot {\mathrm {x} [i]/M_{\rm {r}}[i]}}
{\displaystyle \mathrm {y} =M_{\rm {r}}\cdot \sum _{i}w_{i}\cdot {\mathrm {y} [i]/M_{\rm {r}}[i]}}
{\displaystyle \mathrm {z} =M_{\rm {r}}\cdot \sum _{i}w_{i}\cdot {\mathrm {z} [i]/M_{\rm {r}}[i]}}
{\displaystyle \mathrm {v} =M_{\rm {r}}\cdot \sum _{i}w_{i}\cdot {\mathrm {v} [i]/M_{\rm {r}}[i]}}
De éstos x, y, z, v, en las mezclas no son generalmente un número entero, y se calculan como para una sustancia pura. La densidad máxima teórica ρm de la mezcla (ideal) de sustancias resultantes de las densidades máximas (por ejemplo, densidades de cristal) ρm[i] de los componentes individuales:
{\displaystyle \rho _{m}=\left(\sum _{i}w_{i}/\rho _{m}[i]\right)^{-1}}

### Comentarios
Con un balance de oxígeno negativo, los productos finales resultantes de la reacción dependen de la densidad y la naturaleza del confinamiento de los explosivo. La fórmula idealizada describe la implementación de la aplicación real, la mejor cuanto mayor sea la presión de detonación. Cuanto mayor sea la presión en la reacción más lejos están del equilibrio químico.
{\displaystyle \mathrm {CO_{2}} +\mathrm {C} \;{\overrightarrow {\leftarrow }}\;2\,\mathrm {CO} \qquad \qquad ;\qquad \qquad 2\,\mathrm {H_{2}O} +\mathrm {C} \;{\overrightarrow {\leftarrow }}\;\mathrm {CO_{2}} +2\,\mathrm {H_{2}} }
En el lado izquierdo, desde entonces el número de moles de productos gaseosos (volumen normal) es más pequeño (ver el principio de Le Chatelier). Una temperatura alta, actúa en la dirección opuesta de modo que se plantea en particular en explosivos con el balance de oxígeno negativo siempre incluyen el monóxido de carbono (CO). Esto explica la observación de que, por ejemplo, en la detonación de PETN, un explosivo el balance de oxígeno más negativo ( BO = −10,1%) con una densidad de carga baja solamente se forman productos de detonación gaseosos, mientras que a elevada densidad de carga, es decir, presión de detonación alta se produce carbono libre. El carbono primero se forma como nanopartículas de diamante y se condensa en el curso de la relajación de la nube más o menos en grafito (hollín). Los gases de los explosivos con un balance de oxígeno fuertemente negativo (por ejemplo, TNT) además de H2O, CO2 y N2 también producen CO tóxico, H2 y negro de carbono, al quemar la mezcla turbulenta con el aire ambiente en la bola de fuego de larga duración.

## Otros métodos para calcular la velocidad de detonación
Urizar, en la década de 1940 creó una fórmula sencilla con la que puede estimarse la velocidad de detonación a partir de ciertas mezclas explosivas en las velocidades de detonación de los componentes individuales, y sus fracciones de volumen:
| Símbolo                   | Nombre                                                                          |
| ------------------------- | ------------------------------------------------------------------------------- |
| {\displaystyle \nu _{i}}  | Volumen de la fracción del componente i de la mezcla                            |
| {\displaystyle D_{i}}     | Velocidad de detonación del componente i a densidad máxima                      |
| {\displaystyle \rho }     | Densidad de la mezcla explosiva, incluyendo huecos entre las partículas (poros) |
| {\displaystyle \rho _{i}} | Densidad máxima (densidad cristalina) del componente i                          |
| {\displaystyle y_{i}}     | Fracción de masa de componente i                                                |

Las reacciones entre las partes constitutivas no están incluidos en esta fórmula. No es aplicable a las mezclas explosivas cuya energía procede principalmente de las reacciones entre las partes constituyentes, tales como el ácido nítrico, acetonitrilo, cuyos componentes no son capaces de detonación por sí sola.
la fórmula Urízar produce valores de realistas para mezclas de un componente reactivo y un aglutinante inerte (como HMX + Kel F-800).

## Utilidad
Estas fórmulas se emplean para:

### Estimar el poder explosivo
Con estas fórmulas se puede estimar el poder explosivo de sustancias en desarrollo. Especialmente en sustancias de difícil síntesis como el octanitrocubano.

### La evaluación del riesgo
A veces, en el laboratorio químico, por ejemplo en la producción de productos farmacéuticos, las mezclas de reacción que se utilizan son potencialmente explosivas. Las ecuaciones Kamlet-Jacobs pueden estimar la naturaleza explosiva de tales mezclas de reacción y posiblemente reducirla a un nivel aceptable mediante la adición de diluyentes inertes.